# 佩德罗萨德杜埃罗
佩德罗萨德杜埃罗，是西班牙卡斯蒂利亚-莱昂布尔戈斯省的一个市镇。总面积69平方公里，总人口438人（2018年），人口密度6人/平方公里。